# Список вулканів Островів Волліс
Це список діючих і згаслих вулканів .
| Ім'я   | Висота | Висота | Місцезнаходження         | Останнє виверження |
| Ім'я   | метри  | фути   | Координати               | Останнє виверження |
| ------ | ------ | ------ | ------------------------ | ------------------ |
| Алофі  | -      | -      | -                        | -                  |
| Футуна | 524    | -      | -                        | -                  |
| Увеа   | 143    | 469    | 13.30°пн.ш. 176.17°зх.д. | Голоцен            |